# Santa Rosa do Piauí
Santa Rosa do Piauí est une municipalité brésilienne située dans l'État du Piauí.